# Movimiento Libertario Español
Das Movimiento Libertario Español (MLE) war eine spanische, anarchistische Organisation. Er wurde am 26. Februar 1939 in der letzten Phase des Spanischen Bürgerkrieges gegründet. Seine Teilorganisationen waren die Confederación Nacional del Trabajo (CNT), die Federación Anarquista Ibérica (FAI) und die Federación Ibérica de Juventudes Libertarias (FIJL). Der MLE fasste die Kräfte dieser drei Organisationen zusammen, um die Handlungsfähigkeit der libertären Bewegung auch nach der Niederlage im Bürgerkrieg aufrechtzuerhalten. Er etablierte clandestine Strukturen im franquistischen Spanien und war legal im Exil aktiv. Insbesondere in Frankreich versuchte der MLE die Funktion eines Auffangbeckens für tausende exilierte spanische Libertäre einzunehmen. Der Nationale Rat des MLE hatte seinen Sitz in Paris. Ihm gehörten u. a. Federica Montseny und Juan García Oliver an. Der MLE löste sich 1944 in Spanien und 1949 im Exil auf.